# Frankfurtska škola
Frankfurtska škola je naziv koji se koristi za grupu njemačkih neomarksističkih filozofa okupljenih oko Instituta za društvena istraživanja (Institut für Sozialforschung) iz Frankfurta na Majni.

## Povijest Instituta za društvena istraživanja
Institut za društvena istraživanja utemeljio je kao podružnicu Frankfurtskog sveučilišta - Carl Grünberg 1923. To je bio prvi takav Institut u Njemačkoj, po uzoru na njega kasnije su i druga Sveučilišta osnivala slične istraživalačke odjele, kod nas je ta moda došla 1960-ih, tako je utemeljen 1964. i u Zagrebu Institut za društvena istraživanja.
Institut für Sozialforschung okupio je oko sebe većinom lijeve intelektualce marksističkog usmjerenja, koji su se uglavnom kritički odnosili prema praksi u kapitalističkim društvima, ali su isto tako bili kritički nastrojeni i prema praksi prve zemlje socijalizma SSSR-a. Taj njihov interdisciplinarni pristup, u kojem su koristili razne društvene znanosti; filozofiju, sociologiju, politiku, estetiku i brojne druge znanosti, dobio je kasnije i svoj naziv - kritička teorija.
Veliki skok napravljen je kad je direktor Instituta postao filozof Max Horkheimer 1930. koji je uspio okupiti tada vrlo talentirane mlade istraživače: Theodora Adorna, Ericha Fromma, Herberta Marcusea, Waltera Benjamina i druge.
Insitut je pod njegovom upravom radio svega tri godine, već 1933. zatvoren je od strane Nacista. Kako je većina njegovih članova uspjela prebjeći u Sjedinjene Američke Države, već 1934. nanovo je startao s radom, ovaj put na Sveučilištu Kolumbija u New Yorku. Od 1950-ih Institut ponovno djeluje u okviru Sveučilišta Johann Wolfgang Goethe u Frankfurtu a 1960-ih doživljava svjetsku slavu.

## Glavni protagonisti Frankfurtske škole
- Theodor Adorno
- Walter Benjamin
- Erich Fromm
- Jürgen Habermas
- Axel Honneth
- Max Horkheimer
- Siegfried Kracauer
- Otto Kirchheimer
- Leo Löwenthal
- Herbert Marcuse
- Oskar Negt
- Franz L. Neumann
- Franz Oppenheimer
- Friedrich Pollock
- Alfred Schmidt
- Alfred Sohn-Rethel
- Karl A. Wittfogel

## Vanjske poveznice
- Povijest Frankfurtske škole na portalu Instituta za društvena istraživanja, Frankfurt (njem.)
- Göran Therborn: Frankfurtska škola  Arhivirana inačica izvorne stranice od 18. srpnja 2014. (Wayback Machine), New Left Review I/63 (Sept/Oct 1970.), str. 65-96.